# Njurunda OK

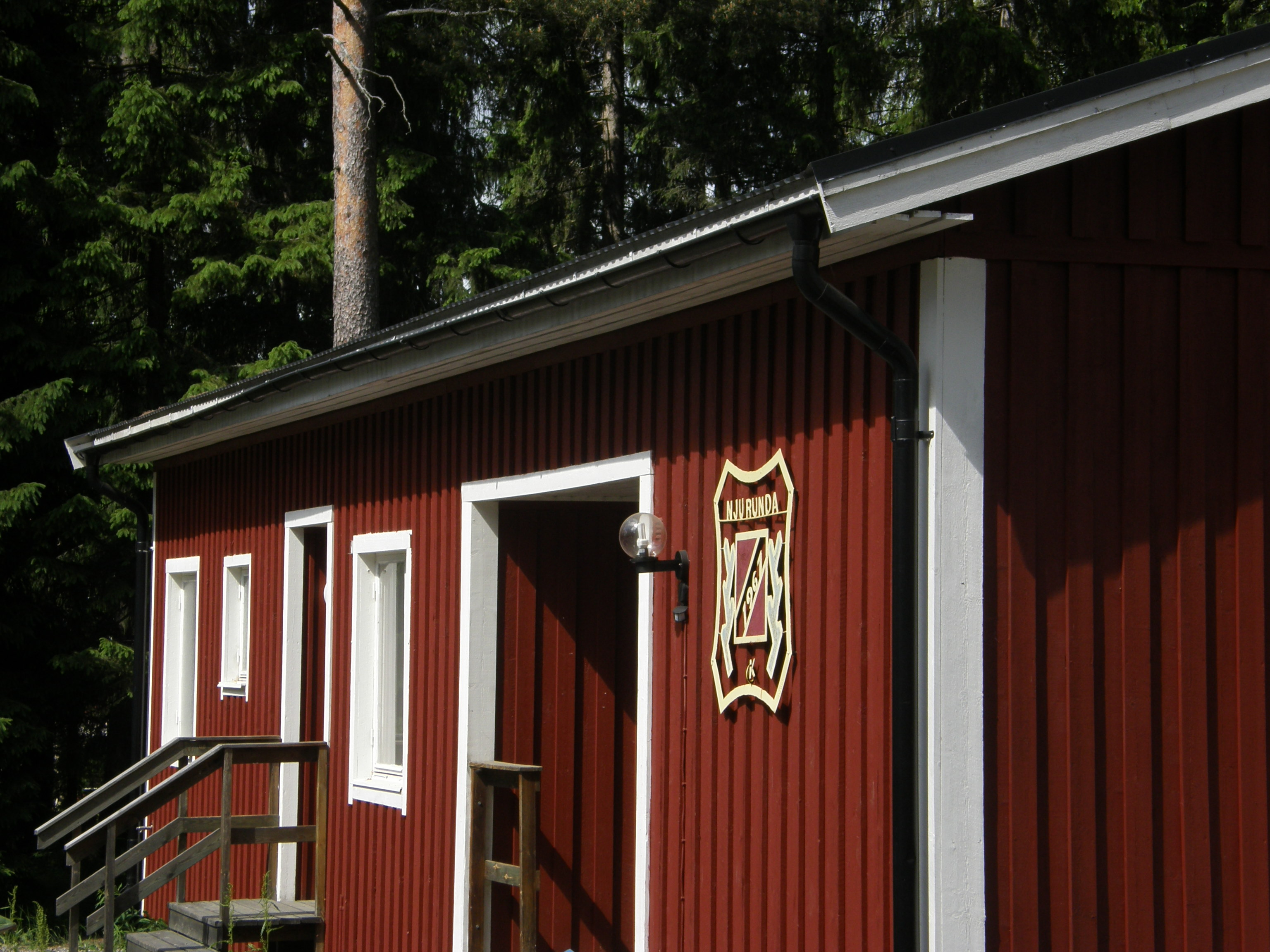
Njurunda OK:s klubbstuga

Njurunda OK är en orienteringsklubb grundad 1967 av orienterarna från OK Nivren, Söröje IF och Njurunda IK. Verksamheten bedrivs huvudsakligen inom Njurunda socken. Klubben arrangerar en träningstävlingscup som kallas Sommarserien med cirka 8-10 kvällsarrangemang varje år och en stafett Byakavlen för tre löpare som har hölls varje år sedan 1957 fram till 2019. Bägge arrangemangen är öppna för alla. Klubbens huvudfärg är vinröd, som komplement färger används svart och vit. Föreningen var en av moderklubbarna till tävlingsförening Midälva OK, men gick från och med säsongen 2007 ur samarbetet. 
Njurunda OK är medlem i Svenska Orienteringsförbundet och Svenska mångkampsförbundet.

## Lokaler och anläggningar
Elljusspåret vid Kyrkmons skola invigdes 1972. Den 12 januari 1982 var det nyinvigning av elljusspåret som hade genomgått en renovering så att det nu var dubbla spår hela vägen runt och ny armatur och stolpar.
1976 invigdes föreningens klubbstuga på Essvik. Stugan hade tidigare fungerat som scoutstuga. 
Föreningen började bygga nuvarande klubbstugan 1987 i Forsa, efter att den gamla klubbstugan på Essvik måste flyttas då grannen Ljunghems Mekaniska Verkstad ville utvidga, som sedan de aldrig gjorde.
Föreningen har även haft ett kansli i samarbete med Njurunda SK i Njurundabommen i källaren till huset på Mjösundsvägen 6.

## Tävlingar arrangerade av Njurunda OK
| Tävling                                              | Datum                              | Distans                       | Deltagarantal                            | Plats |
| ---------------------------------------------------- | ---------------------------------- | ----------------------------- | ---------------------------------------- | --- |
| Midsommarträffen                                     | 1968-06-26                         | klassisk                      | -                                        | Öjestrand                                                                                                |
| DM i lagbudkavle                                     | 1968-08-25                         | stafett                       | -                                        | - |
| Midälva-stafetten                                    | 1968-09-22                         | stafett                       | -                                        | Bodtjärn, Veda                                                                                           |
| Midsommarträffen                                     | 1969                               | klassisk                      | 669 anmälda                              | Björkön                                                                                                  |
| Midälvastafetten                                     | 1969                               | stafett                       | 81 lag                                   | Junibodsand                                                                                              |
| Lång-SM                                              | 1970-06-14                         | lång                          | -                                        | start Junibodsand, mål Dyket                                                                             |
| Sommarträffen                                        | 1970                               | klassisk                      | -                                        | Bergafjärdens havsbad                                                                                    |
| Nivrena-natten                                       | 1970                               | natt                          | -                                        | Björkön                                                                                                  |
| Sommarträffen                                        | 1971-06-13                         | klassisk                      |                                          | Rotvik                                                                                                   |
| Midälvastafetten                                     | 1971-10-03                         | stafett                       |                                          | Skedlosågen                                                                                              |
| Lång DM Medelpad/Hälsingland                         | 1971-10-10                         | lång                          |                                          | Lörudden                                                                                                 |
| Sommarträffen                                        | 1972-07-23                         | klassisk                      | 999 anmälda                              | Ränta, Juniskär                                                                                          |
| Nivrena-natten                                       | 1972-08-18                         | natt                          | 158                                      | Nylands skola                                                                                            |
| Midälvastafetten                                     | 1972-09-30, 1972-10-01             | stafett                       |                                          | Essviksvallen                                                                                            |
| Njurundaträffen                                      | 1973-05-19                         | klassisk                      | 815 anmälda                              | Dyket |
| Nivrena-natten                                       | 1973-08-24                         | natt                          | 150 startande                            | Essviksvallen                                                                                            |
| Kavle DM                                             | 1973 september                     | stafett                       | ca 60 lag                                | norr om Gnarps centrum                                                                                   |
| Njurundaträffen                                      | 1974-06-02                         | klassisk                      | -                                        | - |
| Midälvastafetten                                     | 1974-10-26                         | stafett                       | -                                        | - |
| DM Individuell                                       | 1975                               | klassisk                      | -                                        | - |
| Njurundaträffen                                      | 1976-08-22                         | klassisk                      |                                          | Skatan                                                                                                   |
| DM Budkavle                                          | 1976-09-19                         | stafett                       |                                          | Skrängstabodarna                                                                                         |
| Njurundaträffen                                      | 1977-08-07                         | klassisk                      | 830 startande                            | Hemmanet                                                                                                 |
| Njurundaträffen                                      | 1978                               | klassisk                      | ca 2000 anmälda                          | Nolby |
| Njurundaträffen                                      | 1979                               | -                             | 1809 anmälda                             | Allsta, Tuna                                                                                             |
| Sverigespelen i SkidO                                | 1980                               | -                             | ca 900 anmälda                           | start Dyket, mål Sporthallen Kvissleby                                                                   |
| Njurundaträffen                                      | 1980                               | -                             | 1495 anmälda                             | Essviksvallen, Njurunda                                                                                  |
| Norrlandsmästerskap i SkidO                          | 1981                               | -                             | ca 700 anmälda, 155 kavlelag             | Skottsund, Njurunda (golfbanan)                                                                          |
| Njurundaträffen                                      | 1981                               | -                             | -                                        | Nolby |
| Njurundaträffen                                      | 1982                               | klassisk                      | ca 3000 anmälda                          | Öjestrand, Njurunda                                                                                      |
| Njurundaträffen                                      | 1983-07-30                         | klassisk                      | 810 anmälda                              | Östtjärn, Tuna                                                                                           |
| Njurundabommen                                       | 1984                               | -                             | 4640 anmälda                             | Njurundabommen, Njurunda                                                                                 |
| Njurundabommen                                       | 1985                               | -                             | 2188 anmälda                             | Bergafjärden, Njurunda                                                                                   |
| Norrlandsmästerskap i Skid-O                         | 1986                               | -                             | -                                        | NSK, Njurunda                                                                                            |
| Njurundabommen                                       | 1986-08-30                         | -                             | -                                        | Öjestrand, Njurunda                                                                                      |
| Njurundabommen                                       | 1987                               | -                             | 3964 anmälda                             | Björkön, Njurunda                                                                                        |
| Lång DM/Ungdomstävling                               | 1988                               | lång                          | -                                        | Veda, Njurunda                                                                                           |
| 5-dagars etapp 4                                     | 1988                               | klassisk                      | ca 17000                                 | Fiskdammen, Njurunda                                                                                     |
| Njurundabommen                                       | 1989                               | -                             | ca 1200                                  | Öjestrand, Njurunda                                                                                      |
| Nivrenanatten                                        | 1989                               | natt                          | -                                        | - |
| Njurundabommen                                       | 1990                               | -                             | -                                        | Björköviken, Njurunda                                                                                    |
| DM Individuellt/DM Budkavle                          | 1990                               | klassisk /stafett             | -                                        | Rotvik, Njurunda                                                                                         |
| Njurundabommen                                       | 1991                               | -                             | -                                        | Hemmanet, Njurunda                                                                                       |
| Nivrenanatten                                        | 1991                               | -                             | -                                        | - |
| Njurundabommen                                       | 1992                               | -                             | -                                        | - |
| DM kort                                              | 1992                               | kort                          | -                                        | (Första DM över kortdistans)                                                                             |
| Njurundabommen                                       | 1993                               | kort                          | ca 1000 deltagare                        | Mjösund/Forsa, Njurunda                                                                                  |
| Natt-SM                                              | 1993                               | natt                          | -                                        | mål Njurundahallen, Kvissleby, start Bergafjärden och norr om Essviksvallen                              |
| Njurundabommen                                       | 1994                               | kort                          | ca 400 anmälda                           | Essviksvallen, Njurunda                                                                                  |
| Njurundabommen                                       | 1995                               | klassisk                      | -                                        | Åh, Njurunda                                                                                             |
| DM lång                                              | 1996                               | lång                          | Drygt 500                                | Motocrossbanan, Nolby                                                                                    |
| Njurundabommen                                       | 1997                               | klassisk                      | -                                        | Lörudden                                                                                                 |
| Njurundabommen                                       | 1999                               | -                             | Ca 300                                   | Bergafjärdens camping                                                                                    |
| Natt DM                                              | 1999                               | natt                          | -                                        | Essvik skola                                                                                             |
| Elitserien - Njurundabommen                          | 2001                               | kort                          | 1172 anmälda                             | Essvik, Njurunda                                                                                         |
| Kort DM Medelpad                                     | 2001                               | kort                          | 171 anmälda                              | Norrvikssand, Njurunda                                                                                   |
| Sprint-DM Medelpad                                   | 2002                               | sprint                        | -                                        | NSK, Njurunda                                                                                            |
| Norrlandsmästerskap                                  | 2003                               | kort/klassisk                 | 810 kort/753 klassisk                    | Björkön, Njurunda                                                                                        |
| Sprint-DM Medelpad                                   | 2004                               | sprint                        | 147 anmälda                              | Essviks skola, Njurunda                                                                                  |
| Natt DM Medelpad                                     | 2004                               | natt                          | 43 anmälda                               | Hemmanet, Njurunda                                                                                       |
| Elitserien Njurundasprinten                          | 2005                               | sprint                        | 491 anmälda                              | Klockarberget, Njurunda                                                                                  |
| Njurundabommen                                       | 2006                               | sprint/medel                  | 200 sprint/252 medel                     | Essviksvallen, Njurunda                                                                                  |
| Njurundabommen                                       | 2007                               | lång/medel                    | 347 lång/376 medel                       | Volmsta, Njurunda                                                                                        |
| Timråluffen/Luffarstafetten                          | 2007                               | sprint/sprintstafett          | 123 anmälda                              | Idrottsplatsen, Timrå (Samarrangemang med Timrå SOK)                                                     |
| USM/VSM i SkidO                                      | 2008                               | lång/kort/stafett             | 280 lång/ 162 kort/22 lag                | Södra Berget, Sundsvall                                                                                  |
| DM Medel Medelpad                                    | 2008                               | medel                         | 182 anmälda                              | Dyket, Njurunda                                                                                          |
| Tövaskubbet                                          | 2008                               | lång/medel                    | 152 lång/168 medel                       | Töva, Selånger (Samarrangemang med IF Strategen)                                                         |
| Tour de Medelpad Njurundabommen                      | 2009                               | lång                          | 1388 anmälda                             | Volmsta, Njurunda                                                                                        |
| Tour de Medelpad Njurundabommen med Silva Junior Cup | 2009                               | medel                         | 1601 anmälda                             | Allsta, Tuna                                                                                             |
| Njurundaträffen                                      | 2009                               | lång                          | 193 anmälda                              | Skärsätt, Njurunda                                                                                       |
| Tour De Medelpad - Njurundabommen                    | 2010-05-16                         | medel                         | 484 anmälda                              | Dyket, Njurunda                                                                                          |
| DM Lång och stafett Medelpad/Ångermanland            | 2010-08-21, 2010-08-22             | lång/stafett                  | 246 anmälda, 50 stafettlag               | Bunsta, Njurunda                                                                                         |
| Veteran RM                                           | 2011-09-17, 2011-09-18             | medel/lång                    | 360 medel/325 lång                       | Essviksvallen, Njurunda                                                                                  |
| DM Natt Medelpad                                     | 2011-09-28                         | natt                          | 64 anmälda                               | Forsa, Njurunda                                                                                          |
| Tour de Medelpad Njurundabommen                      | 2012-05-19, 2012-05-20             | lång/medel                    | 236/215 anmälda                          | Skärsätt, Njurunda                                                                                       |
| DM Sprint Medelpad                                   | 2012                               | sprint                        | 140 anmälda                              | NSK, Njurunda                                                                                            |
| Tour de Medelpad                                     | 2013-05-17, 2013-05-18, 2013-05-19 | medel/medel/lång              | 1488 anmälda                             | Bydalen, Sundsvall/Edsåker, Ljustorp (Samarrangemang med Selånger SOK/Sundsvalls OK/Timrå SOK/VK Uvarna) |
| Njurundabommen                                       | 2013-07-13                         | medel/lång                    | 286/215 anmälda                          | Berga, Njurunda                                                                                          |
| Midälvastafetten                                     | 2013-10-06                         | stafett                       | 17 lag                                   | Forsa, Njurunda                                                                                          |
| Njurundabommen                                       | 2014-05-16, 2014-05-17             | medel/lång                    | 359/440 anmälda                          | Nolby, Njurunda (på den ej klara nya E4)                                                                 |
| Tour de Medelpad                                     | 2015-05-17                         | medel                         | 521 anmälda                              | Ängen, Södra Berget, Sundsvall                                                                           |
| SM-veckan Orientering                                | 2015-06-28                         | sprintstafett/sprint          | 27 lag/204 anmälda                       | Stora torget, Sundsvall (Samarrangemang)                                                                 |
| SM-veckan Orienteringsskytte                         | 2015-07-04                         | sprint masstart/sprintstafett | 56/23 lag                                | Skönviksberget                                                                                           |
| DM Medel Medelpad                                    | 2015-08-13                         | medel                         | 151 anmälda                              | Böleberget, Ovansjö, Njurunda                                                                            |
| DM Sprint Medelpad                                   | 2016-06-15                         | sprint                        | 139 anmälda                              | Nolbykullen, Njurunda                                                                                    |
| Midälvastafetten                                     | 2016-10-02                         | stafett                       | 19 lag                                   | Galtström, Njurunda                                                                                      |
| Tour de Medelpad                                     | 2017-05-20                         | lång                          | 380 anmälda                              | Galtström, Njurunda                                                                                      |
| World Biathlon Orienteering Championships            | 2017-08-18                         | classic                       | 154 startande                            | Skönviksberget, Sundsvall                                                                                |
| World Biathlon Orienteering Championships            | 2017-08-19                         | sprint                        | 157 startande                            | Skönviksberget, Sundsvall                                                                                |
| World Biathlon Orienteering Championships            | 2017-08-20                         | relay                         | 65 lag                                   | Skönviksberget, Sundsvall                                                                                |
| Tour de Medelpad/Ångermanland                        | 2018-05-10                         | medel                         | 746 startande                            | Skeppshamn, Åstön                                                                                        |
| DM Natt Medelpad                                     | 2018-09-28                         | natt                          | 72 startande                             | Essviksvallen, Njurunda                                                                                  |
| Midälvastafetten                                     | 2018-09-30                         | stafett                       | 13 lag                                   | Bergafjärden, Njurunda                                                                                   |
| Sprint DM Medelpad                                   | 2022-06-14                         | sprint                        | 91 startande                             | Dyket, Njurunda                                                                                          |
| DM, lång, Medelpad + Ångermanland                    | 2023-08-05                         | sprint                        | 159 startande                            | Norrvikssand, Njurunda                                                                                   |
| DM, stafett, Medelpad + Ångermanland                 | 2023-08-06                         | stafett                       | 19 lag                                   | Norrvikssand, Njurunda                                                                                   |
| DM, natt, Medelpad                                   | 2024-09-26                         | stafett                       | 79 startande                             | Forsa, Njurunda                                                                                          |
| Midälvastafetten                                     | 2024-09-29                         | stafett                       | 10 lag                                   | Kyrkmon, Njurunda                                                                                        |
| Norrlandsmästerskapen                                | 2025-08-09, 2025-08-10             | lång/medel/stafett            | 495//317 startande lång/medel och 37 lag | Kyrkmon, Njurunda                                                                                        |

## Framgångsrika idrottare från Njurunda OK
- Bertil "Sotarn" Olsson, svensk mästare i stafett 1953 för Njurunda IK.
- Yngve Björklund, svensk mästare i stafett 1953 för Njurunda IK.
- Sven-Erik "Sveka" Bergström, förste senior från NOK som sprungit för landslaget. Vann Junior SM i skidorientering 1974. [63]
- Nils-Göran "Zeke" Olsson, tidigare framgångsrik elitorienterare och numera kartritare. 4:a lång-SM 1979, 4:a dag-SM 1985.
- Eva Olsson, född Ornung, 6:a i SM 1980.
- Sven Olsson, svensk juniormästare 1992.[64]
- Johanna Bygdell, framgångsrik ultralöpare.
- Paulina Tomasdotter Tranfelt, landslagsmedlem orienteringsskytte.

## Ordförande i Njurunda OK
- Ivar Bergsten, 1967.
- Yngve Björklund, 1968-1970.
- Rune Johansson, 1971.
- Jan Smedberg, 1972.
- Lars Viklund, 1973-76.
- Yngve Björklund, 1977.
- Anders Magnusson, 1978-1981.
- Ove Lindström, 1982-1985.
- Annhild Backlund, 1986-1990.
- Tommy Strömqvist, 1991-1994.
- Claes Backlund, 1995-1998.
- Björn Nordling, 1999.
- Viktoria Jonsson, 2000.
- Vakant (tf Claes Backlund), 2001.
- Gunilla Jacobsson, 2002-2005.[65]
- Peter Sjöbom, 2006-2010.[66][67][68][69][70]
- Claes Backlund, 2011-2013[71]
- Marie Allansdotter Sjöberg, 2014-2016
- Niklas Martin, 2017-

### Fotnoter
1. 1 2 3  ”NOK-Nytt 1968 Nr 3”. https://www.njurundaok.se/documents/noknytt/NOK-Nytt%201968%20Nr%203.pdf.
2. 1 2  ”NOK-Nytt 1972 Nr 1”. https://www.njurundaok.se/documents/noknytt/NOK-Nytt%201972%20Nr%202.pdf.
3. ↑  ”NOK-Nytt 1972 Nr 3-4”. https://www.njurundaok.se/documents/noknytt/NOK-Nytt%201972%20Nr%203-4.pdf.
4. 1 2  ”NOK-Nytt 1973 Nr 2”. https://www.njurundaok.se/documents/noknytt/NOK-Nytt%201973%20Nr%202.pdf.
5. ↑  ”NOK-Nytt 1973 Nr 2”. https://www.njurundaok.se/documents/noknytt/NOK-Nytt%201973%20Nr%202.pdf.
6. ↑  ”Resultat Njurundabommen”. Arkiverad från originalet den 19 oktober 2013. https://web.archive.org/web/20131019172930/http://www.kulturarvvasternorrland.se/dela-med-dig/visa?idno=SE_KAPY_NOK_50. Läst 19 oktober 2013.
7. ↑  Elitserien - Njurundabommen Arkiverad 18 oktober 2013 hämtat från the Wayback Machine.
8. ↑  Kort-DM Njurunda OK Arkiverad 18 oktober 2013 hämtat från the Wayback Machine.
9. ↑  Norrlandsmästerskap Kortdistans Arkiverad 18 oktober 2013 hämtat från the Wayback Machine.
10. ↑  Norrlandsmästerskap Klassisk Arkiverad 18 oktober 2013 hämtat från the Wayback Machine.
11. ↑  ”Sprint DM Medelpad”. Arkiverad från originalet den 10 december 2022. https://web.archive.org/web/20221210215644/http://obasen.orientering.se/winsplits/online/sv/default.asp?page=classes&databaseId=3484&ct=true. Läst 17 oktober 2013.
12. ↑  NattDM 2004 Arkiverad 18 oktober 2013 hämtat från the Wayback Machine.
13. ↑  Elitserien 4:e deltävlingen & Njurundasprinten Arkiverad 18 oktober 2013 hämtat från the Wayback Machine.
14. ↑  Njurundabommen Sprint Arkiverad 18 oktober 2013 hämtat från the Wayback Machine.
15. ↑  Njurundabommen Medel Arkiverad 18 oktober 2013 hämtat från the Wayback Machine.
16. ↑  Njurundabommen Långdistans Arkiverad 18 oktober 2013 hämtat från the Wayback Machine.
17. ↑  Njurundabommen Medeldistans Arkiverad 18 oktober 2013 hämtat från the Wayback Machine.
18. ↑  Timråluffen, Klassresultatlista Arkiverad 18 oktober 2013 hämtat från the Wayback Machine.
19. ↑  Luffarstafetten, Klassresultatlista Arkiverad 18 oktober 2013 hämtat från the Wayback Machine.
20. ↑  USM/VSM Lång Arkiverad 18 oktober 2013 hämtat från the Wayback Machine.
21. ↑  USM/VSM Kort Arkiverad 18 oktober 2013 hämtat från the Wayback Machine.
22. ↑  USM Distriktsstafett Arkiverad 18 oktober 2013 hämtat från the Wayback Machine.
23. ↑  DM Medel, Klassresultatlista Arkiverad 18 oktober 2013 hämtat från the Wayback Machine.
24. ↑  Tövaskubbet Långdistans Arkiverad 17 oktober 2013 hämtat från the Wayback Machine.
25. ↑  Tövaskubbet Medeldistans Arkiverad 17 oktober 2013 hämtat från the Wayback Machine.
26. ↑  Njurundabommen Lång, Klassresultatlista Arkiverad 17 oktober 2013 hämtat från the Wayback Machine.
27. ↑  Njurundabommen Medel Silva Juniorcup, Klassresultatlista Arkiverad 17 oktober 2013 hämtat från the Wayback Machine.
28. ↑  Njurundaträffen, Klassresultatlista Arkiverad 17 oktober 2013 hämtat från the Wayback Machine.
29. ↑  ”Eventor - Tour de Medelpad”. Arkiverad från originalet den 17 oktober 2013. https://web.archive.org/web/20131017142415/http://eventor.orientering.se/Events/Show/192. Läst 17 oktober 2013.
30. ↑  ”Eventor - DM Lång Medelpad/Ångermanland”. Arkiverad från originalet den 17 oktober 2013. https://web.archive.org/web/20131017142503/http://eventor.orientering.se/Events/Show/193. Läst 17 oktober 2013.
31. ↑  ”Eventor - DM Stafett Medelpad/Ångermanland”. Arkiverad från originalet den 17 oktober 2013. https://web.archive.org/web/20131017142501/http://eventor.orientering.se/Events/Show/194. Läst 17 oktober 2013.
32. ↑  ”Eventor - Veteran RM Medel”. Arkiverad från originalet den 10 juni 2015. https://web.archive.org/web/20150610201815/http://eventor.orientering.se/Events/Show/973. Läst 10 oktober 2013.
33. ↑  ”Eventor - Veteran RM Lång”. Arkiverad från originalet den 10 juni 2015. https://web.archive.org/web/20150610202921/http://eventor.orientering.se/Events/Show/974. Läst 10 oktober 2013.
34. ↑  ”Eventor - DM Natt Medelpad”. Arkiverad från originalet den 10 juni 2015. https://web.archive.org/web/20150610214802/http://eventor.orientering.se/Events/Show/956. Läst 10 oktober 2013.
35. ↑  ”Eventor - Tour de Medelpad”. Arkiverad från originalet den 25 maj 2012. https://web.archive.org/web/20120525092859/http://eventor.orientering.se/Events/Show/2683. Läst 10 oktober 2013.
36. ↑  ”Eventor - DM Sprint Medelpad”. Arkiverad från originalet den 16 maj 2012. https://web.archive.org/web/20120516154251/http://eventor.orientering.se/Events/Show/2681. Läst 10 oktober 2013.
37. ↑  ”Eventor - Tour de Medelpad”. Arkiverad från originalet den 19 juni 2013. https://web.archive.org/web/20130619135723/http://eventor.orientering.se/Events/Show/4078. Läst 10 oktober 2013.
38. ↑  ”Eventor - Njurundabommen, medeldistans”. Arkiverad från originalet den 11 juli 2013. https://web.archive.org/web/20130711053044/http://eventor.orientering.se/Events/Show/4080. Läst 10 oktober 2013.
39. ↑  ”Eventor - Njurundabommen, långdistans”. Arkiverad från originalet den 11 juli 2013. https://web.archive.org/web/20130711052525/http://eventor.orientering.se/Events/Show/4081. Läst 10 oktober 2013.
40. ↑  ”Eventor - Njurundabommen, medeldistans”. Arkiverad från originalet den 19 september 2013. https://web.archive.org/web/20130919021650/http://eventor.orientering.se/Events/Show/6592. Läst 10 oktober 2013.
41. ↑  ”Eventor - Tour de Medelpad”. Arkiverad från originalet den 17 september 2014. https://web.archive.org/web/20140917113522/http://eventor.orientering.se/Events/Show/7165. Läst 17 september 2014.
42. ↑  ”Eventor - Tour de Medelpad”. Arkiverad från originalet den 16 maj 2015. https://web.archive.org/web/20150516041619/http://eventor.orientering.se/Events/Show/9152. Läst 31 juli 2015.
43. ↑  ”Eventor - SM”. Arkiverad från originalet den 16 maj 2015. https://web.archive.org/web/20150516164016/http://eventor.orientering.se/Events/Show/11301. Läst 31 juli 2015.
44. ↑  ”Eventor - SM, Orienteringsskytte”. Arkiverad från originalet den 10 december 2022. https://web.archive.org/web/20221210215646/https://eventor.orientering.se/Events/Show/12780. Läst 31 juli 2015.
45. ↑  ”Eventor - DM Medel”. Arkiverad från originalet den 10 december 2022. https://web.archive.org/web/20221210215646/https://eventor.orientering.se/Events/Show/9160. Läst 18 februari 2016.
46. ↑  ”Eventor - DM Sprint Medelpad”. Arkiverad från originalet den 3 februari 2017. https://web.archive.org/web/20170203161725/https://eventor.orientering.se/Events/Show/12011. Läst 29 januari 2017.
47. ↑  ”Eventor - Midälvastafetten”. Arkiverad från originalet den 10 december 2022. https://web.archive.org/web/20221210215646/https://eventor.orientering.se/Events/Show/13623. Läst 29 januari 2017.
48. ↑  ”Eventor - Tour de Medelpad”. Arkiverad från originalet den 10 december 2022. https://web.archive.org/web/20221210215648/https://eventor.orientering.se/Events/Show/15291. Läst 18 september 2017.
49. ↑  ”Eventor - World Biathlon Orienteering Championships”. Arkiverad från originalet den 12 augusti 2020. https://web.archive.org/web/20200812073125/https://eventor.orientering.se/Events/Show/19618. Läst 18 september 2017.
50. ↑  ”Eventor - World Biathlon Orienteering Championships”. Arkiverad från originalet den 10 december 2022. https://web.archive.org/web/20221210215648/https://eventor.orientering.se/Events/Show/196212. Läst 18 september 2017.
51. ↑  ”Eventor - World Biathlon Orienteering Championships”. Arkiverad från originalet den 6 augusti 2020. https://web.archive.org/web/20200806075441/https://eventor.orientering.se/Events/Show/19620. Läst 18 september 2017.
52. ↑  ”Tour de Medelpad/Ångermanland, dag 1, medel”. Arkiverad från originalet den 13 juli 2018. https://web.archive.org/web/20180713232808/https://eventor.orientering.se/Events/Show/18695. Läst 13 juli 2018.
53. ↑  ”Eventor - DM, natt, Medelpad”. Arkiverad från originalet den 14 juli 2018. https://web.archive.org/web/20180714021410/https://eventor.orientering.se/Events/Show/18698. Läst 13 juli 2018.
54. ↑  ”Eventor - Midälvastafetten”. Arkiverad från originalet den 13 juli 2018. https://web.archive.org/web/20180713232016/https://eventor.orientering.se/Events/Show/18699. Läst 13 juli 2018.
55. ↑  ”Tävlingsinformation: DM, sprint, Medelpad”. https://eventor.orientering.se/Events/Show/34553.
56. ↑  ”Tävlingsinformation: DM, lång, Medelpad + Ångermanland”. https://eventor.orientering.se/Events/Show/40376.
57. ↑  ”Tävlingsinformation: DM, stafett, Medelpad + Ångermanland”. https://eventor.orientering.se/Events/Show/40377.
58. ↑  ”Tävlingsinformation: DM, natt, Medelpad”. https://eventor.orientering.se/Events/Show/45276.
59. ↑  ”Tävlingsinformation: Midälvastafetten”. https://eventor.orientering.se/Events/Show/45277.
60. ↑  ”Tävlingsinformation: Norrlandsmästerskapen, lång”. https://eventor.orientering.se/Events/Show/49366.
61. ↑  ”Tävlingsinformation: Norrlandsmästerskapen, medel”. https://eventor.orientering.se/Events/Show/49367.
62. ↑  ”Tävlingsinformation: Norrlandsmästerskapen, distriktsstafett”. https://eventor.orientering.se/Events/Show/49368.
63. ↑  https://www.njurundaok.se/documents/noknytt/NOK-Nytt%201974%20Nr%202.pdf
64. ↑  Orientering.se SM Långdistans H 20
65. ↑  Njurunda OK Verksamhetsberättelse 2005 Arkiverad 10 juni 2015 hämtat från the Wayback Machine.
66. ↑  Njurunda OK Verksamhetsberättelse 2006 Arkiverad 10 juni 2015 hämtat från the Wayback Machine.
67. ↑  Njurunda OK Verksamhetsberättelse 2007 Arkiverad 10 juni 2015 hämtat från the Wayback Machine.
68. ↑  Njurunda OK Verksamhetsberättelse 2008 Arkiverad 10 juni 2015 hämtat från the Wayback Machine.
69. ↑  Njurunda OK Verksamhetsberättelse 2009 Arkiverad 10 juni 2015 hämtat från the Wayback Machine.
70. ↑  Njurunda OK Verksamhetsberättelse 2010 Arkiverad 10 juni 2015 hämtat från the Wayback Machine.
71. ↑  Njurunda OK Verksamhetsberättelse 2011 Arkiverad 13 april 2014 hämtat från the Wayback Machine.